# A Good Day to Die Hard
A Good Day to Die Hard er en amerikansk actionfilm fra 2013 instrueret af John Moore og skrevet af Skip Woods. Det er den femte film i Die Hard serien. Bruce Willis gentager den ledende rolle som John McClane, der rejser til Rusland for at hjælpe sin fraseparerede søn, Jack (Jai Courtney), ud af fængslet, men er snart fanget i krydsilden i et terrorist plot.
Drøftelserne af en fjerde opfølger til Die Hard (1988) begyndte før udgivelsen af Die Hard 4.0 (2007), med Willis bekræftede, at denne ikke ville blive den sidste film i serien. Produktionen startede i september 2011, da John Moore officielt blev annonceret som instruktør – danske Nicolas Winding Refn var nævnt som en mulighed. Optagelserne begyndte i april 2012, primært med hovedstaden Budapest i Ungarn, som stedfortræder for Moskva. En militær skydebane nær Hajmáskér blev brugt til at skyde med skarp ammunition,, mens køreveje stunts blev optaget på Hungaroring, en Formel 1 racerbane i Mogyoród.
A Good Day to Die Hard havde premiere i Los Angeles den 31. januar 2013, hvilket faldt sammen med afsløringen af et Die Hard vægmaleri på Fox Lot, og blev udgivet i Østasien og Sydøstasien den 7. februar og i USA og Canada den 13. februar. Det er den første Die Hard film der bruger Dolby Atmos og også den første til at blive udgivet i IMAX biografer. Filmen var en kritisk skuffelse, modtog hovedsageligt negative anmeldelser fra de fleste kritikere,, men har indtjent mere end to gange dens budget på biografsalget indtil videre.

## Medvirkende
- Bruce Willis som John McClane, en politibetjent og detektiv på en "ferie" i Rusland for at finde sin anholdte og fængslede søn Jack.
- Jai Courtney som John "Jack" McClane, Jr., den eneste søn af den ledende McClane og en CIA-agent på en mission for at levere Komarov og den formodede fil.
- Sebastian Koch som Yuri Komarov, den sande antagonist, en "politisk fange", som angiveligt er i besiddelse af en belastende fil.
- Mary Elizabeth Winstead som Lucy McClane, McClanes ældste barn.
- Yuliya Snigir som som Irina, datter af Komarov.
- Radivoje Bukvić som Alik, Chagarin primære håndhæver.
- Cole Hauser som som Mike Collins, en CIA-agent og Jacks partner.
- Amaury Nolasco som Murphy, en NYPD detektiv og McClane ven.
- Sergei Kolesnikov som Viktor Chagarin, en korrupt, højtstående russisk embedsmand og den vigtigste antagonist i det meste af filmen.

Andre medvirkende: Roman Luknár (Anton), Ganxsta Zolee (MRAP chauffør), Péter Takátsy (anklager), Pavel Lychnikoff (taxachauffør), Megalyn Echikunwoke (reporter), Melissa Tang (Lucas), Iván Kamarás (G-Wagon chauffør) og Sophie Raworth (som sig selv som BBC News reporter).